# Cumeenproces
Het cumeenproces is een scheikundig proces voor de bereiding van fenol en aceton. De naam verwijst naar cumeen, dat een tussenproduct is in het proces. Men noemt het ook het Hock-proces, naar de ontdekker ervan, Heinrich Hock.
De grondstoffen voor het proces zijn benzeen, propeen en zuurstof. De globale reactievergelijking is de volgende:
Het proces wordt op grote schaal gebruikt voor de productie van fenol. Aceton is ook een waardevolle stof, hoewel de vraag ernaar niet zo groot is als naar fenol.

## Verloop van het proces
Het cumeenproces verloopt in drie stappen:
1) de alkylering van benzeen met propeen tot cumeen, dit is isopropylbenzeen, door middel van een Friedel-Craftsalkylering. De katalysator is een lewiszuur; gewoonlijk is dit fosforzuur. Een overmaat benzeen is nodig om de vorming van di- en tri-isopropylbenzeen te verhinderen:

2) de oxidatie van cumeen tot cumeenhydroperoxide. Dit is een radicaalreactie:
- de auto-oxidatie van cumeen met luchtzuurstof doet cumeenradicalen ontstaan:

- een cumeenradicaal kan zich met zuurstof verbinden tot een cumeenhydroperoxideradicaal:

- een cumeenhydroperoxideradicaal kan omgezet worden in cumeenhydroperoxide door te reageren met een molecule cumeen, waarbij een nieuwe cumeenradicaal ontstaat die de kettingreactie voortzet:

3) de splitsing van cumeenhydroperoxide in fenol en aceton. Als katalysator gebruikt men een zuur, gewoonlijk zwavelzuur.

Het voornaamste bijproduct van het cumeenproces is alfa-methylstyreen; dat kan gehydrogeneerd worden tot cumeen en zo weer in het proces ingebracht worden.

## Variant
Een variant van het Hockproces gebruikt n-buteen in de plaats van propeen, waardoor er sec-butylbenzeen gevormd wordt in de plaats van cumeen. Dit wordt dan ook geoxideerd tot het corresponderende hydroxide. De ontbinding daarvan levert dan fenol en methylethylketon op.